# Giorgi Saakadze
Giorgi Saakadze (en georgiano გიორგი სააკაძე; 1570 - 3 de octubre de 1629) fue un político y comandante militar georgiano que jugó un importante y contradictorio papel en la política de principios del siglo XVII en Georgia. También es conocido como el "Gran Mouravi" (en georgiano დიდი მოურავი, didi mouravi) en Georgia, Mūrāv-Beg en Irán y Maghraw-Bek en el Imperio otomano, por haber sido el "Mouravi" (senescal o bailío) de Tiflis.

## Biografía
Giorgi (Jorge) Saakadze aparte de georgiano también dominaba los idiomas turco e iraní. Se destacaba por su sabiduría militar y era un gran estratega puesto que personalmente era un gran guerrero. Siendo muy joven a finales del siglo XVI, Saakadze empezó a participar en las guerras contra los invasores de Georgia, junto a Simon I. Cuando se descubrió su gran talento como político y militar, es durante el reinado de rey Luarsab II, participando en las guerras para conseguir la unidad territorial de Georgia, teniendo apoyo de una parte de la clase alta del país. Así, ganó la confianza del rey Luarsab II, y en 1608 fue nombrado  como "Mouravi" de Tiflis, capital de Georgia), aparte de ser "Mouravi" de Ckhinvalia y Dvalia. Tras las luchas internas, consiguió reconquistar algunos pueblos importantes de las altas montañas de Georgia, entre ellos Osetia. Giorgi Saakadze también se preocupó en devolver la gente a sus pueblos los que habían huido a refugiarse a otros lugares. Esto hizo estabilizar la situación del país, por lo que empezó a mejorar económicamente y fortalecerse en el ámbito militar.
Durante 1608-1612, Saakadze y su "círculo" de apoyo, adquirieron mucho poder en el país, también favorecidos por el hecho de que en 1611, el rey Luarsab II contrajo el matrimonio con la hermana de "Mouravi" de Tiflis. Giorgi y su "círculo", consiguieron fortalecer el gobierno central de Kartli y así ganar la guerra de Tashiskari.